# Кирово (Рыбницкий район)
Ки́рово — (молд. и рум. Chirov, укр. Кірове) — село в Рыбницком районе непризнанной Приднестровской Молдавской Республики.   

## География
Расположено в 24 км от районного центра г. Рыбница и в 114 км от Кишинева.   
Находится рядом с селом Новая жизнь, но входит в коммуну Попенки вместе с сёлами Попенки, Зозуляны и Владимировка.   

## История
До 1934 года село Кирово называлось Зиновьевка и было сформировано преимущественно переселенцами из села Зозуляны.  
На военно-топографической карте Шуберта 1868 года село Кирово обозначено как хутор и овчарня без названия.   